# Avensan
Avensan ist eine französische Gemeinde im Département Gironde in der Region Nouvelle-Aquitaine mit 3.108 Einwohnern (Stand: 1. Januar 2022). Sie gehört zum Arrondissement Lesparre-Médoc und zum Kanton Le Sud-Médoc (bis 2015: Kanton Castelnau-de-Médoc). Die Einwohner werden Avensanais genannt.

## Geografie
Avensan liegt etwa 20 Kilometer nordwestlich von Bordeaux. Das Gemeindegebiet gehört zum Regionalen Naturpark Médoc. Umgeben wird Avensan von den Nachbargemeinden Moulis-en-Médoc im Norden und Nordwesten, Soussans im Osten und Nordosten, Margaux-Cantenac im Osten, Arsac im Südosten, Saint-Aubin-de-Médoc im Süden, Salaunes im Südwesten sowie Castelnau-de-Médoc im Westen.
Durch die Gemeinde führt die frühere Route nationale 215 (heutige D1215).

## Bevölkerungsentwicklung
| Jahr                      | 1962 | 1968 | 1975 | 1982 | 1990 | 1999 | 2008 | 2016 |
| Einwohner                 | 833  | 962  | 1062 | 1592 | 1620 | 1753 | 2138 | 2904 |
| Quelle: Cassini und INSEE |      |      |      |      |      |      |      |      |

## Sehenswürdigkeiten
Siehe auch: Liste der Monuments historiques in Avensan
- Kirche Saint-Pierre, romanischer Kirchbau, Glockenturm neogotisch (Ende des 19. Jahrhunderts), Monument historique seit 1915/2006
- Kapelle in Saint-Raphaël, Geburtshaus von Pey Berland, 1457 in Kapelle umgewandelt
- Schloss Citran
- Schloss Romefort und Schloss Saint-Genès, jeweils nur noch in Ruinen vorhanden
- zahlreiche Weingüter
- Waschhaus

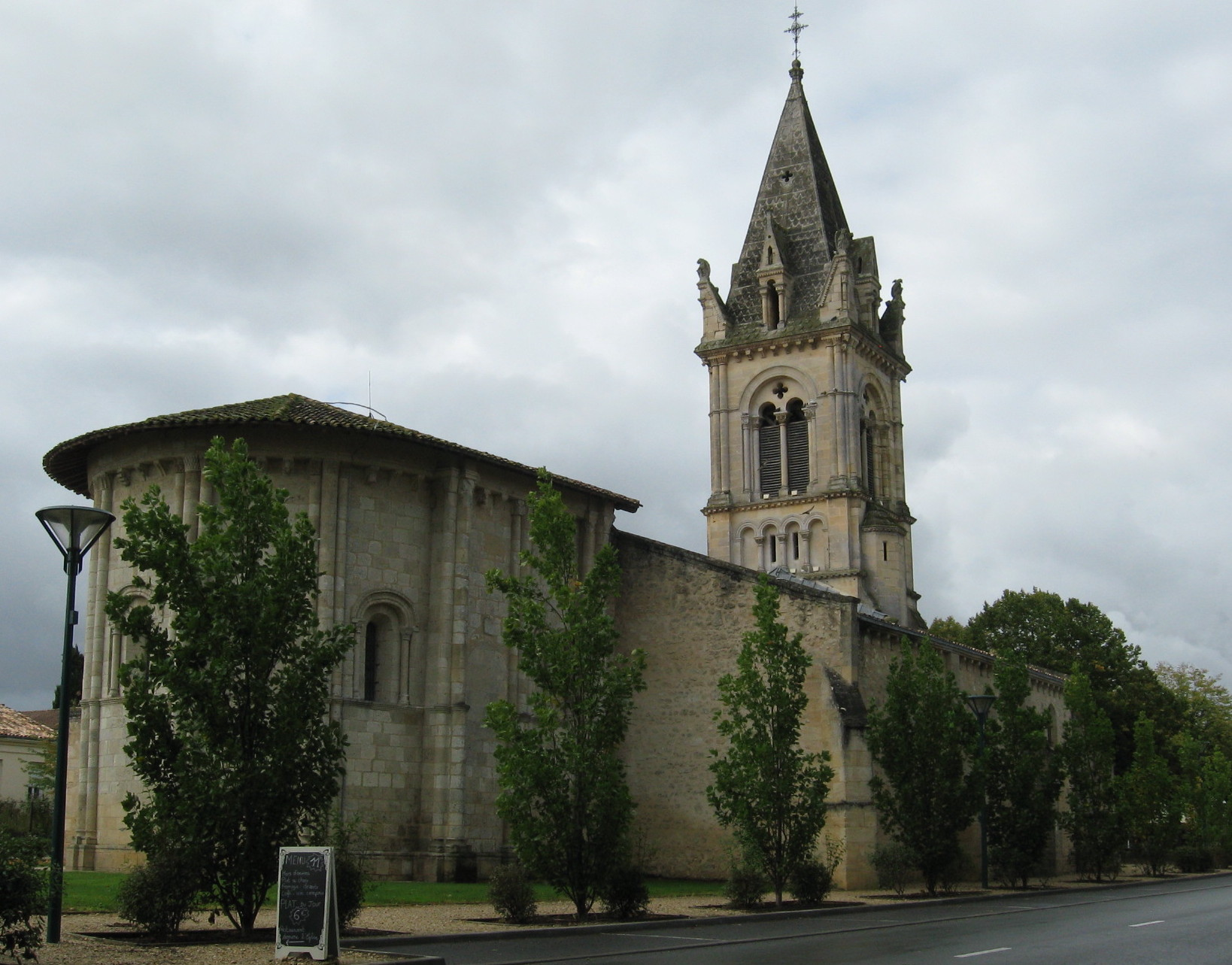
Kirche Saint-Pierre
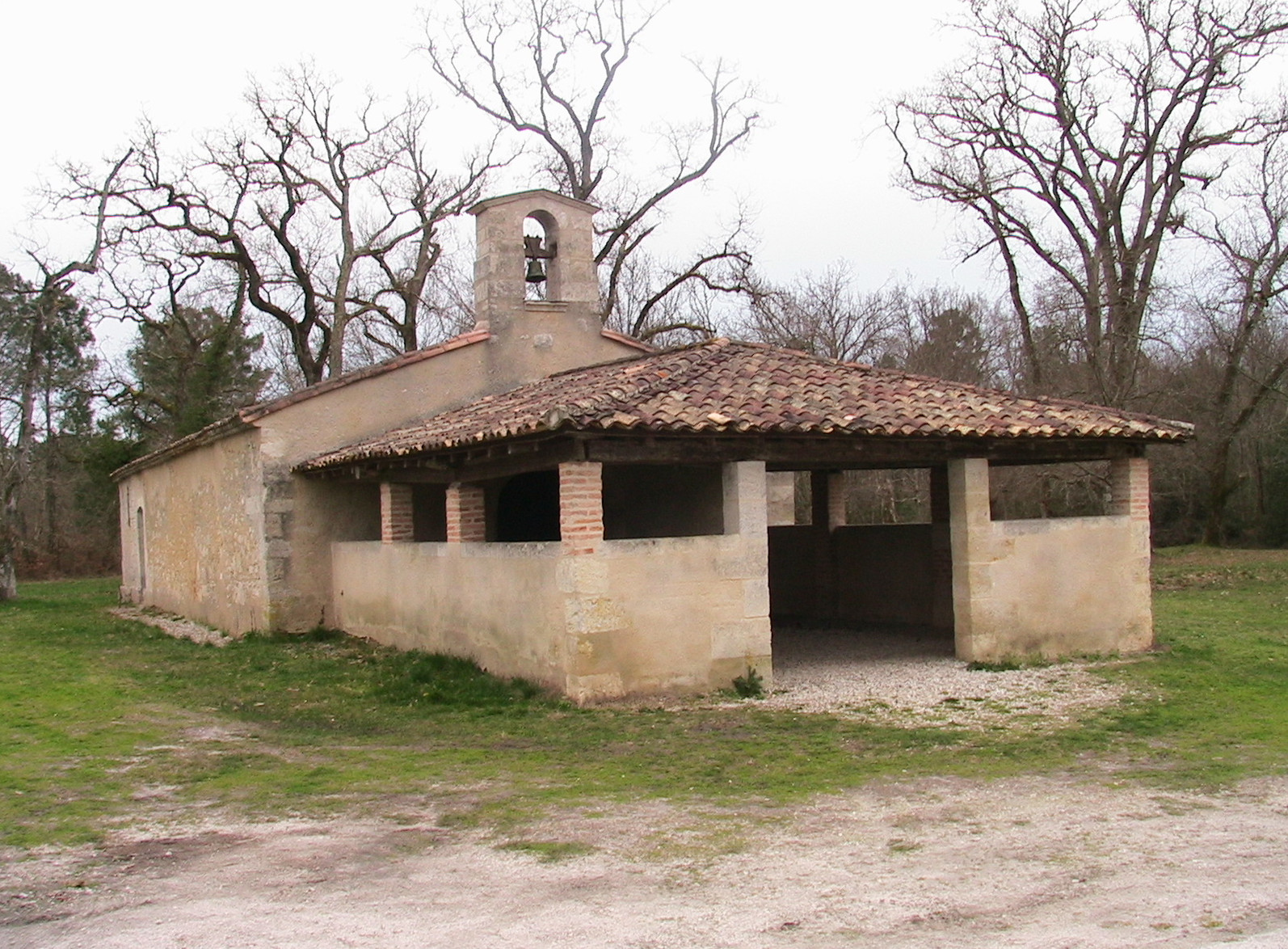
Kapelle in Saint-Raphaël
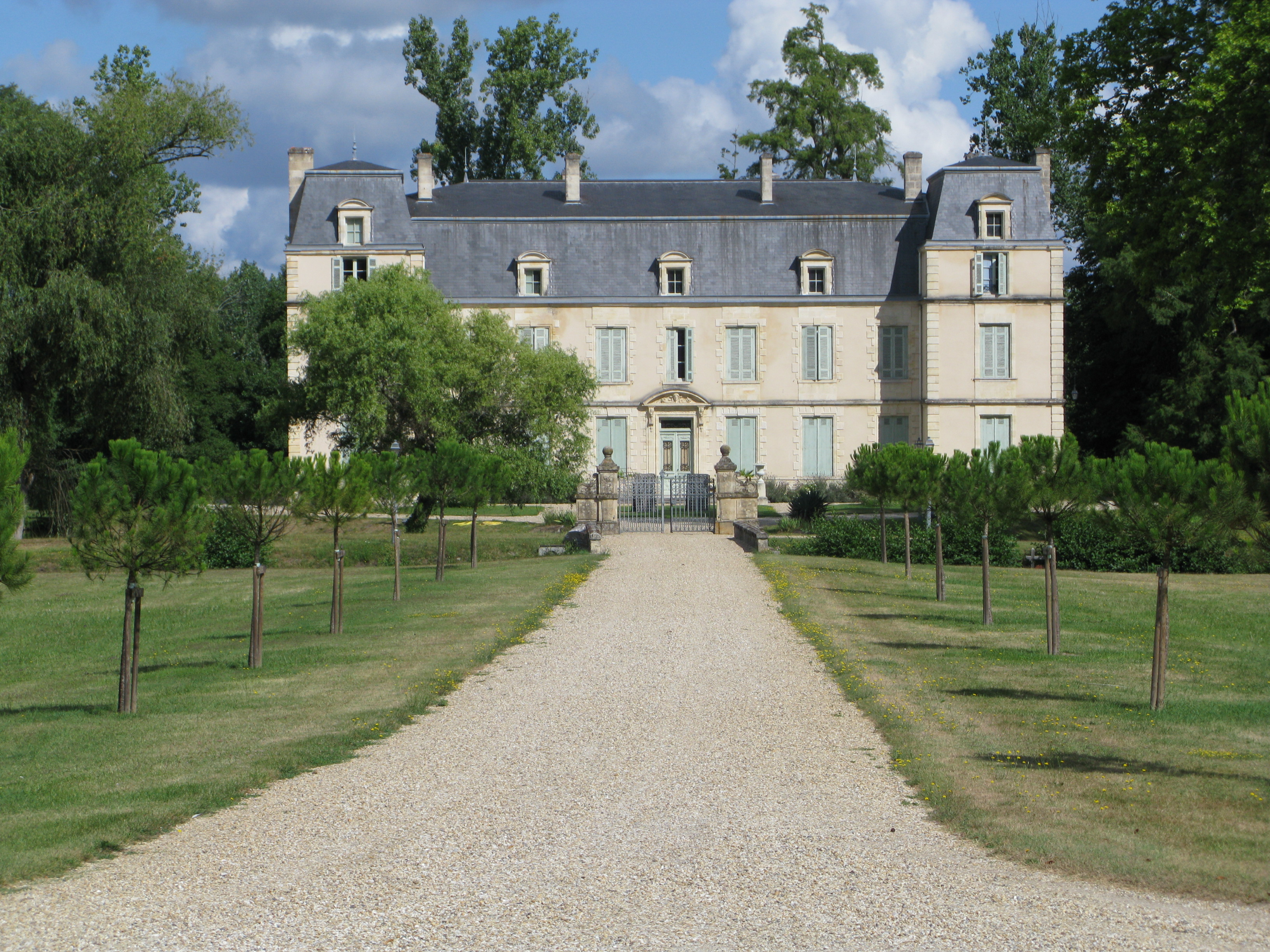
Weingut Château Citran
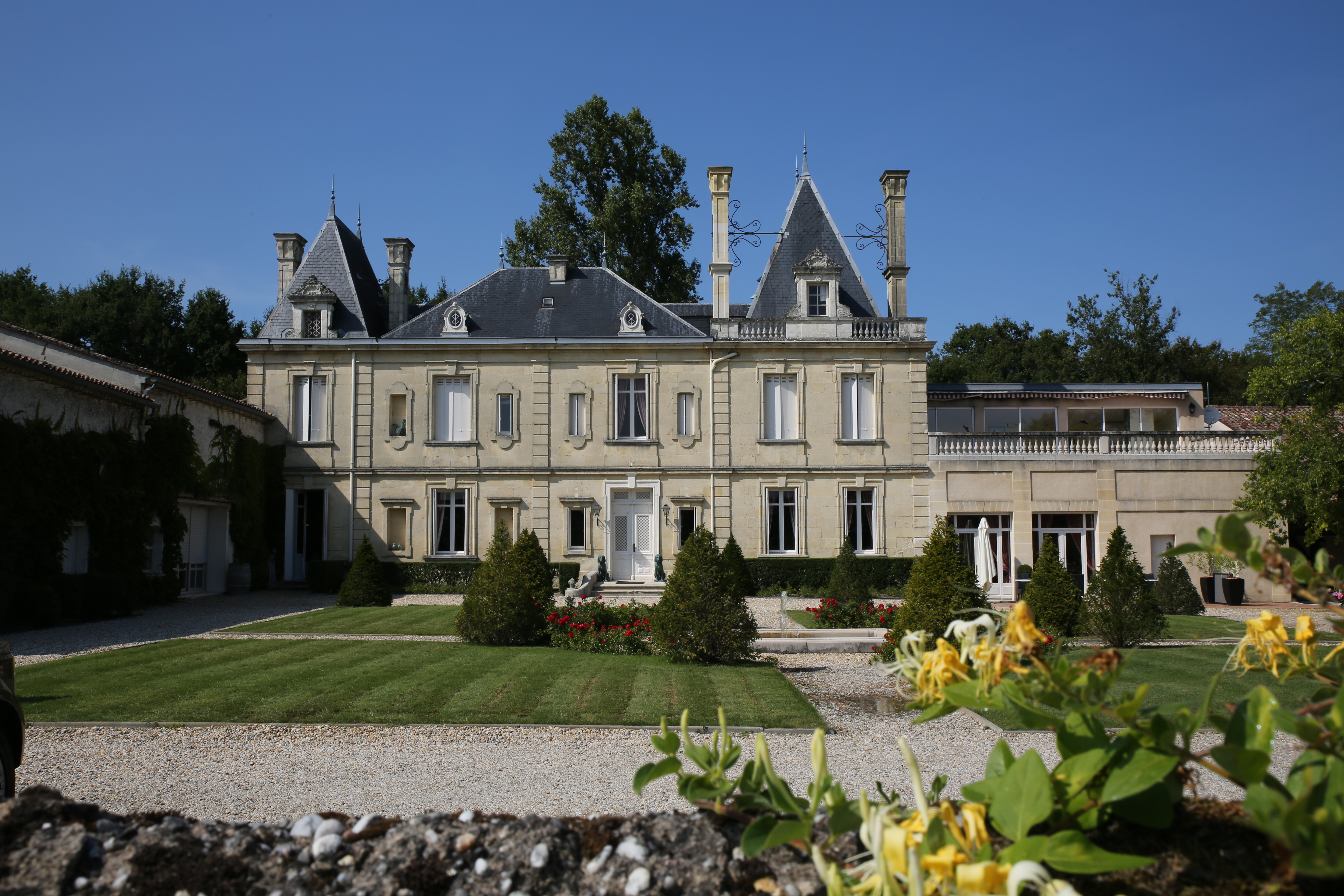
Weingut Château Meyre
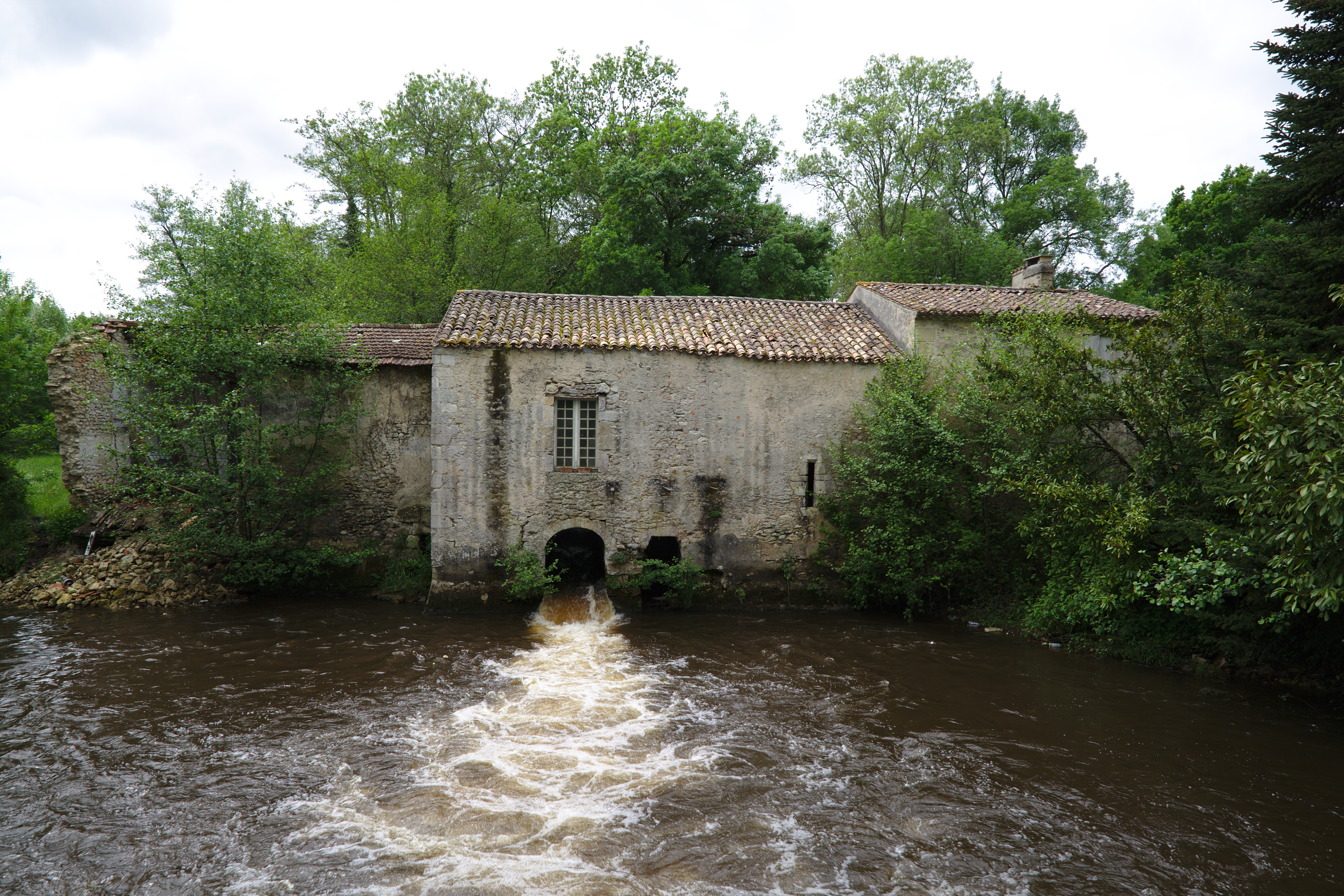
Wassermühle Tiquetorte

## Gemeindepartnerschaften
Mit der spanischen Gemeinde Castrillo de Murcia in der Provinz Burgos (Kastilien-León) besteht seit 1992 eine Partnerschaft.

## Persönlichkeiten
- Pey Berland (um 1370–1457), Erzbischof von Bordeaux (1430–1456)